# Rue Péguy
La rue Péguy est une voie située dans le quartier Notre-Dame-des-Champs dans le 6e arrondissement de Paris. 

## Situation et accès

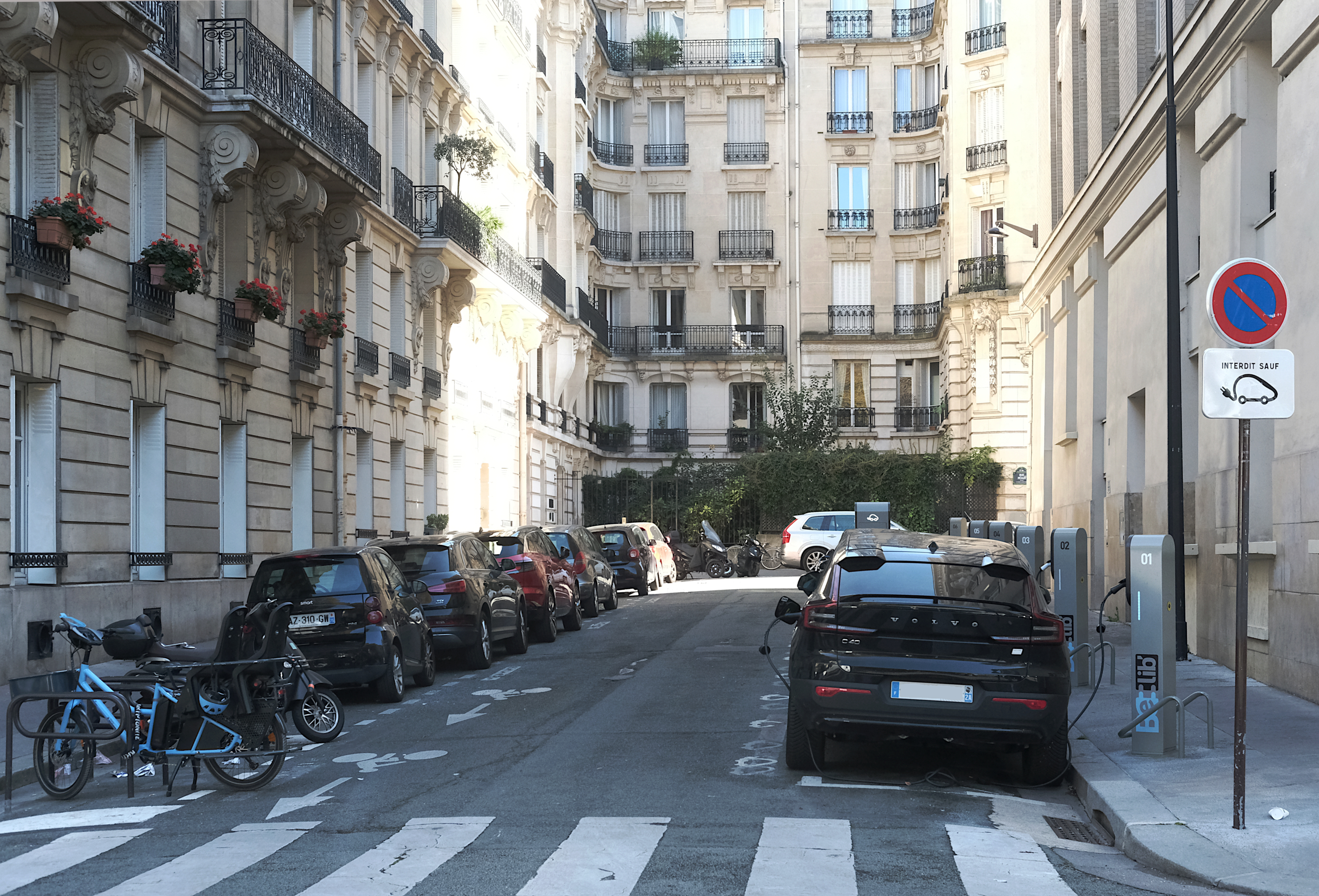
La rue Péguy vue depuis la rue Stanislas.

Elle est constituée de deux tronçons perpendiculaires, l'un de 50 mètres environ, débouchant sur la rue Stanislas, et l'autre de 30 mètres environ donnant sur le boulevard du Montparnasse.
La rue Péguy est desservie par la ligne 4 à la station Vavin.

## Origine du nom
Elle porte le nom de l'écrivain français, mort au champ d’honneur, Charles Péguy (1873-1914).

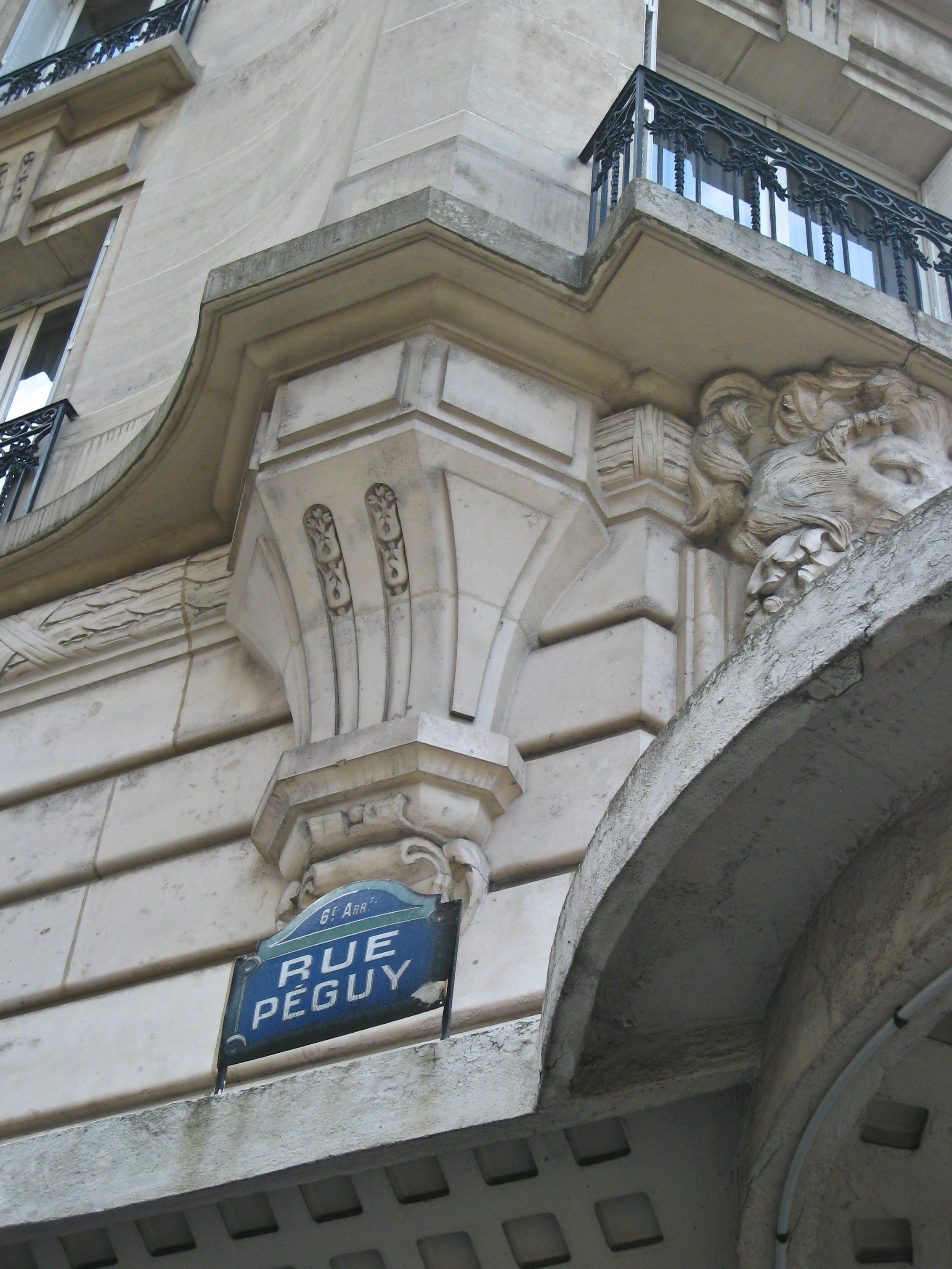
Plaque de rue de la rue Péguy.
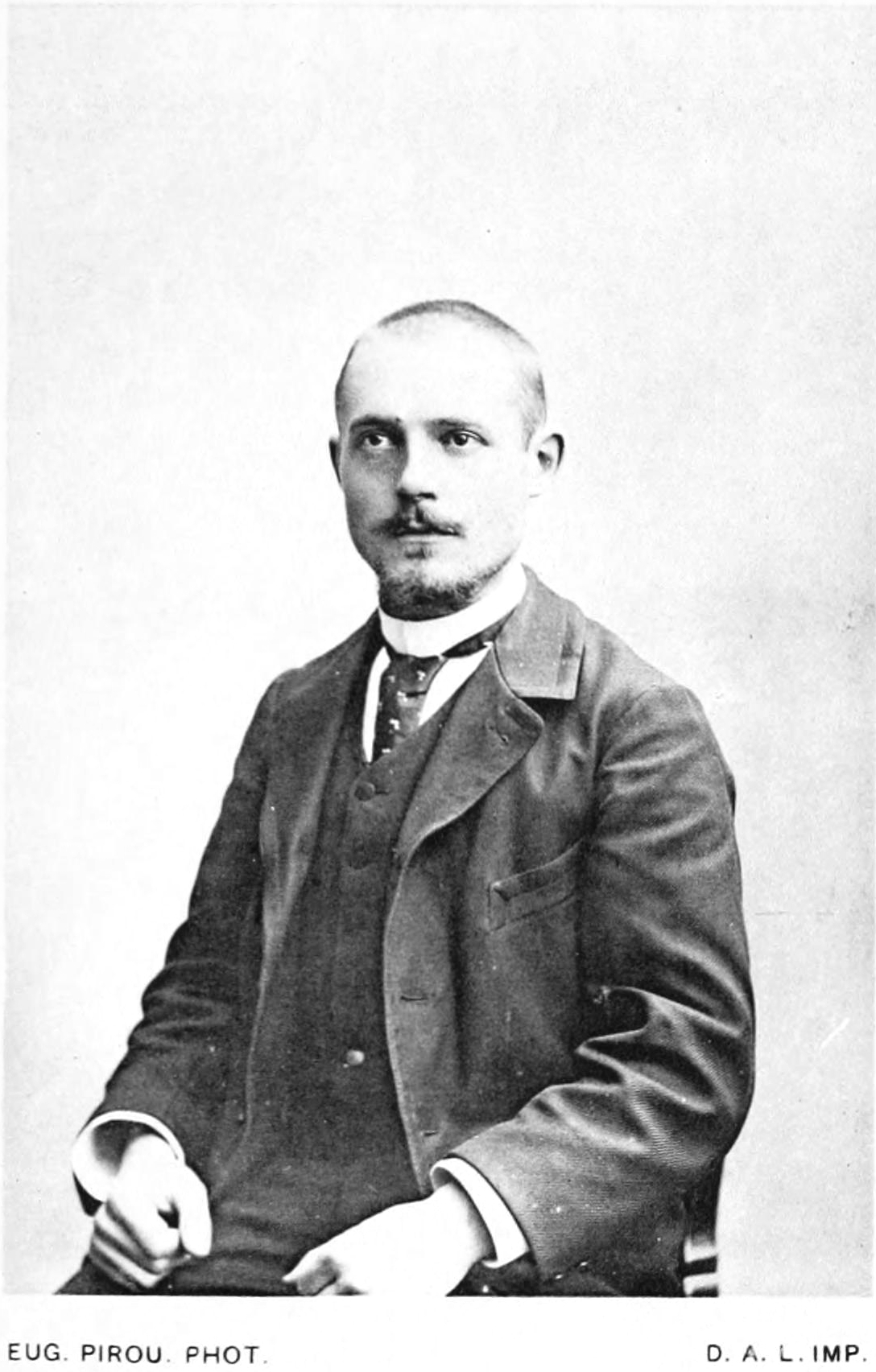
Charles Péguy. Photo d’Eugène Pirou.

Il existe aussi à Paris un square Charles-Péguy, dans le 12e arrondissement.

## Historique
Ancienne « rue Nouvelle-Stanislas », elle est classée dans la voirie parisienne par un décret du 8 décembre 1925 puis prend le nom de « rue Péguy » par un arrêté du 25 janvier 1926.

## Bâtiments remarquables et lieux de mémoire
- Les bâtiments de la direction générale de l'Aviation civile (DGAC).
- Débouche sur l'église Notre-Dame-des-Champs à son extrémité ouest.